# جون سلاتر (سياسي كندي)
جون سلاتر هو سياسي كندي، ولد في 25 يناير 1952 في كيلونا في كندا، وتوفي في 12 مايو 2015 في كولومبيا البريطانية في كندا. حزبياً، نشط في BC United ‏. وقد انتخب عضو الجمعية التشريعية لكولومبيا البريطانية ‏.